# Jhon Mosquera
Jhon Edison Mosquera Rebolledo (Candelaria, Valle del Cauca, Colombia, 8 de mayo de 1990) es un futbolista profesional colombiano que juega como centrocampista en el Dukla Praga de la Primera división de República Checa.

## Trayectoria

### Formativas
Realizó su proceso en las divisiones menores del Deportivo Cali en su natal Colombia, a mediados de 2006 se fue para España donde jugó para el equipo juvenil de Calpe CF hasta mediados de 2007.

### Inicios
Debutaría profesionalmente con 17 años en el C. D. Denia equipo de la tercera división, en un partido válido por la Copa del Rey en la temporada 2008-09.
Posteriormente el Hércules C. F. compraría su ficha deportiva y pasaría a manera de cesión por varios equipos de quinta, cuarta y tercera división española.

### Primera etapa en Bohemians
Mosquera llegaría al equipo checheno en la temporada 2014-15, luego de dos campañas con el club comenzó a ser reconocido en su natal Colombia recibiendo varias ofertas del balompié 'cafetalero'.

### Colombia
En 2016 recaló en el Atlético Nacional de Medellín en donde alcanza cuatro títulos, entre ellos la Copa Libertadores. Luego fichó por el Deportivo Cali.

## Estadísticas[2]
| Club                                    | Div.          | Temporada     | Liga  | Liga  | Copa nacional | Copa nacional | Copa internacional | Copa internacional | Total | Total |
| Club                                    | Div.          | Temporada     | Part. | Goles | Part.         | Goles         | Part.              | Goles              | Part. | Goles |
| --------------------------------------- | ------------- | ------------- | ----- | ----- | ------------- | ------------- | ------------------ | ------------------ | ----- | ----- |
| C. D. Dénia · España                    | 5.ª           | 2008-09       | 1     | 0     | 1             | 0             | Inaccesible        | Inaccesible        | 2     | 0     |
| C. D. Dénia · España                    | Total club    | Total club    | 1     | 0     | 1             | 0             | 0                  | 0                  | 2     | 0     |
| C. D. El Campello · España              | 5.ª           | 2009-10       | 14    | 2     | Inaccesible   | Inaccesible   | Inaccesible        | Inaccesible        | 14    | 2     |
| C. D. El Campello · España              | Total club    | Total club    | 14    | 2     | 0             | 0             | 0                  | 0                  | 14    | 2     |
| F. C. Jove Español · España             | 3.ª           | 2010-11       | 38    | 14    | 3             | 0             | Inaccesible        | Inaccesible        | 41    | 14    |
| F. C. Jove Español · España             | Total club    | Total club    | 38    | 14    | 3             | 0             | 0                  | 0                  | 41    | 14    |
| Villajoyosa C. F. · España              | 5.ª           | 2011-12       | 32    | 5     | Inaccesible   | Inaccesible   | Inaccesible        | Inaccesible        | 32    | 5     |
| Villajoyosa C. F. · España              | Total club    | Total club    | 32    | 5     | 0             | 0             | 0                  | 0                  | 32    | 5     |
| C. D. Alcoyano · España                 | 2.ª B         | 2012-13       | 36    | 0     | 3             | 0             | Inaccesible        | Inaccesible        | 39    | 0     |
| C. D. Alcoyano · España                 | Total club    | Total club    | 36    | 0     | 3             | 0             | 0                  | 0                  | 39    | 0     |
| Olímpic de Xàtiva · España              | 2.ª B         | 2013-14       | 28    | 4     | 3             | 0             | Inaccesible        | Inaccesible        | 31    | 4     |
| Olímpic de Xàtiva · España              | Total club    | Total club    | 28    | 4     | 3             | 0             | 0                  | 0                  | 31    | 4     |
| Bohemians 1905 · República Checa        | 1.ª           | 2014-15       | 27    | 2     | 3             | 1             | Inaccesible        | Inaccesible        | 30    | 3     |
| Bohemians 1905 · República Checa        | 1.ª           | 2015-16       | 28    | 1     | 1             | 0             | Inaccesible        | Inaccesible        | 29    | 1     |
| Atlético Nacional · Colombia            | 1.ª           | 2016          | 8     | 0     | 6             | 0             | 11                 | 1                  | 25    | 1     |
| Atlético Nacional · Colombia            | 1.ª           | 2017          | 23    | 0     | 0             | 0             | 4                  | 1                  | 27    | 1     |
| Atlético Nacional · Colombia            | Total club    | Total club    | 31    | 0     | 6             | 0             | 15                 | 1                  | 52    | 2     |
| Deportivo Cali · Colombia               | 1.ª           | 2018          | 30    | 4     | 1             | 0             | 8                  | 1                  | 39    | 5     |
| Deportivo Cali · Colombia               | 1.ª           | 2019          | 16    | 0     | 1             | 0             | 3                  | 0                  | 20    | 0     |
| Deportivo Cali · Colombia               | Total club    | Total club    | 46    | 4     | 2             | 0             | 11                 | 1                  | 59    | 5     |
| Bohemians 1905 · República Checa        | 1.ª           | 2019-20       | 10    | 3     | Inaccesible   | Inaccesible   | Inaccesible        | Inaccesible        | 10    | 3     |
| Bohemians 1905 · República Checa        | Total club    | Total club    | 66    | 6     | 4             | 1             | 0                  | 0                  | 69    | 7     |
| F. C. Slovan Liberec · República Checa  | 1.ª           | 2020-21       | 29    | 7     | 1             | 0             | 8                  | 0                  | 38    | 7     |
| F. C. Slovan Liberec · República Checa  | Total club    | Total club    | 29    | 7     | 1             | 0             | 8                  | 0                  | 38    | 7     |
| F. C. Viktoria Pilsen · República Checa | 1.ª           | 2021-22       | 33    | 7     | 2             | 0             | 6                  | 1                  | 41    | 8     |
| F. C. Viktoria Pilsen · República Checa | 1.ª           | 2022-23       | 11    | 5     | 0             | 0             | 10                 | 1                  | 21    | 6     |
| F. C. Viktoria Pilsen · República Checa | Total club    | Total club    | 44    | 12    | 2             | 0             | 16                 | 2                  | 62    | 114   |
| Total carrera                           | Total carrera | Total carrera | 364   | 54    | 25            | 1             | 46                 | 4                  | 435   | 59    |

## Palmarés

### Torneos nacionales
| Título          | Club                 | País            | Año     |
| --------------- | -------------------- | --------------- | ------- |
| Copa Colombia   | Atlético Nacional    | Colombia        | 2016    |
| Torneo Apertura | Atlético Nacional    | Colombia        | 2017    |
| Fortuna Liga    | F. C. Viktoria Plzeň | República Checa | 2021-22 |

### Torneos internacionales
| Título              | Club              | País     | Año  |
| ------------------- | ----------------- | -------- | ---- |
| Recopa Sudamericana | Atlético Nacional | Colombia | 2017 |